# 알킬교환 반응
알킬교환 반응(영어: transalkylation)은 유기화학에서 한 유기 화합물에서 다른 유기 화합물로 알킬기가 전이되는 화학 반응이다. 트랜스알킬화라고도 한다. 이 반응은 벤젠 고리 사이의 메틸기와 에틸기의 전이에 사용된다. 알킬교환 반응은 p-자일렌, 스타이렌 및 기타 방향족 화합물을 제조하는 석유화학 산업에서 특히 가치가 있다. 알킬교환 반응의 사용은 벤젠, 톨루엔, 자일렌에 대한 생산 및 수요의 차이에 기초한다. 알킬교환 반응을 사용하여 과잉생산된 톨루엔을 과소생산된 벤젠과 자일렌으로 전환할 수 있다. 제올라이트는 알킬교환 반응에서 촉매로 자주 사용된다.

## 같이 보기
- 에스터교환 반응
- 아마이드교환 반응